# لنس باربر
لنس باربر (انگلیسی: Lance Barber؛ زادهٔ ۲۹ ژوئن ۱۹۷۳) بازیگر اهل ایالات متحده آمریکا است. او برای بازی در نقش جورج کوپر، پدر در سریال شلدون جوان (۲۰۱۷-۲۰۲۴) از شبکه سی‌بی‌اس و همچنین در نقش بیل پاندروسا در سریال فیلادلفیا همیشه آفتابی است از شبکه  اف‌ایکس شناخته شده است.

## گزیده فیلم‌شناسی

### سینما
- پدرخوانده گرین بی (۲۰۰۵)
- محض اطلاع (۲۰۰۶)
- سایه‌های ری (۲۰۰۸)
- کلاه‌چرمی‌ها (۲۰۰۸)
- جوخه گانگستر (۲۰۱۳)
- بهشت احمق‌ها (۲۰۲۳)

### تلویزیون
- بخش فوریت‌های پزشکی (۲۰۰۱)
- دختران گیلمور (۲۰۰۱-۲۰۰۶)
- این رفتارت را دوست دارم (۲۰۰۲)
- مانک (۲۰۰۴)
- چشم، عزیزم (۲۰۰۴)
- جویی (۲۰۰۵)
- کالیفرنیکیشن (۲۰۰۷)
- روان‌کاو (۲۰۰۸)
- سی‌اس‌آی: میامی (۲۰۰۹)
- مانک (۲۰۰۹)
- موجه (۲۰۱۰)
- آناتومی گری (۲۰۱۰)
- فیلادلفیا همیشه آفتابی است (۲۰۱۰؛ ۲۰۱۲–۲۰۱۸)
- تئوری بیگ بنگ (۲۰۱۱، ۲۰۱۸)
- بابای بچه (۲۰۱۲)
- آشنایی با مادر (۲۰۱۲)
- کارشناسان سکس (۲۰۱۴)
- جذابان کلیولند (۲۰۱۴)
- برگری باب (۲۰۱۴)
- بروکلین نه-نه (۲۰۱۶)
- زنده باد پادشاه جولین (۲۰۱۷)
- شلدون جوان (۲۰۱۷-۲۰۲۴)
- سبزهای شهر بزرگ (۲۰۲۳)